# Armadilha (peça de teatro)
Armadilha é uma peça teatral em dois atos escrita por Miguel M. Abrahão em 1976 e publicada, pela primeira vez, em 2009 no Brasil.

## Sinopse
Armadilha é uma pequena pérola da dramaturgia brasileira, escrita, ainda, na fase menos madura (1976) do autor. Com enredo policial (que nos deixa, inicialmente, perguntas como: quem matou ou, ainda, quem morreu?) – apesar da peça não dar ênfase a esse estilo literário – a obra, um drama vigoroso, é, antes de tudo, uma ode/denúncia ao ódio inexplicavelmente intrujado em nossas entranhas humanas. Pedrita, a sedutora protagonista, é o alvo desse sentimento em questão. Todas as mulheres daquela casa em ilha paradisíaca a odeiam por motivos diferentes. E Pedrita não é nenhuma santa mesmo! Nenhuma Cinderella perseguida pela cruel madrasta (enredo comum em tais dramalhões). Antes de tudo, ela é o que é - o que somos, todos - humana! - com nossas vaidades, comodismos, interesses e, sobretudo, individualismo atroz como arma para garantir a própria sobrevivência. Nada nesta obra é o que parece! Assim, mesmo escrita há mais de 30 anos, Armadilha é e será sempre uma obra longeva e imortal.